# Kalanchoe porphyrocalyx
Kalanchoe porphyrocalyx (o Kitchingia porphyrocalyx) és una espècie de planta suculenta del gènere Kalanchoe, de la família de les Crassulaceae.

## Descripció
És una herba petita perenne epífita o terrestre, molt ramificada, de fins a 35 cm d'alçada.
Les tiges són esveltes, de color verd tenyit de porpra, erectes o decumbents, de 5 a 35 cm.
Les fulles són peciolades o subsèssils, molt polimòrfiques, glabres, pecíol de 0 a 6 mm, làmina lineal, ovada, obovada, oblonga, de forma oblonga-orbicular a orbicular, de 2 a 6 cm de llarg i de 0,6 a 4 cm d'ample, punta obtusa a arrodonida, base atenuada, marges irregulars crenats.
Les inflorescències en panícules corimboses laxes, de poques flors (1 a 9 flors), de 3 a 11 cm, amb pedicels de 7 a 20 mm.
Les flors són pèndules; calze de color verd amb línies vermelles a violetes, tub de 1,5 a 4 mm; sèpals lanceolats, deltoides a ovats, aguts, de 3 a 7 mm de llarg i de 3 a 5,5 mm d'ample; corol·la suburceolada, glabra, tub de color vermell a rosat, rarament groc llimona, de 10 a 30 mm; pètals de color groc-verd, taronja, ovats, reflexes, de 3 a 8 mm de llarg i de 2,5 a 6 mm d'ample; estams inserits a la meitat del tub de la corol·la, tots els estams inclosos; anteres ovades.
Segons les condicions ambientals, aquesta espècie és molt variable pel que fa a la longitud de les tiges, la forma i la mida de les fulles, així com la mida i el color de les flors. Aquest és un dels pocs epífits del gènere.

## Distribució
Planta endèmica de Madagascar central i nord-est, Creix en selves tropicals, generalment epífita.

## Taxonomia
Kalanchoe porphyrocalyx va ser descrita per Henri Ernest Baillon (Baill.) i publicada al Bulletin Mensuel de la Société Linnéenne de Paris. 1: 469.1885.

### Etimologia
Kalanchoe: nom genèric que deriva de la paraula cantonesa "Kalan Chauhuy", 伽藍菜 que significa 'allò que cau i creix'.
porphyrocalyx: epítet format per les paraules gregues porphyreos = 'vermell-porpra' i kalyx = 'calze'.

### Sinonímia
- Kitchingia porphyrocalyx  Baker (1883) / Bryophyllum porphyrocalyx  (Baker) A.Berger (1930)
- Kalanchoe sulphurea  Baker (1887) / Bryophyllum sulphureum  (Baker) A.Berger (1930)  / Kalanchoe porphyrocalyx var. sulphurea  (Baker) Boiteau & Mannoni (1948) / Kitchingia sulphurea  (Baker) Boiteau & Allorge-Boiteau (1995)
- Kalanchoe porphyrocalyx var. sambiranensis  Humbert ex Boiteau & Mannoni (1948)
- Kalanchoe porphyrocalyx var. typica  Boiteau & Mannoni (1948)